# 比尔·温宁顿
威廉·珀西·“比尔”·温宁顿（英語：William Percey "Bill" Wennington，1963年04月26日—），加拿大前男子职业篮球运动员，场上位置中锋，曾随芝加哥公牛队夺得过三届NBA总冠军。

## 生平
温宁顿出生于蒙特利尔，大学时效力于美国圣约翰大学。1985年，温宁顿在选秀中被达拉斯小牛队于第一轮第16位选中。在小牛打了几个赛季后，温宁顿转投萨克拉门托国王队，后一度前往意大利淘金。1994年，温宁顿同公牛队签约，后于1999年被交换回国王队，次年退役。